# Paraceresa pallidinervis
Paraceresa pallidinervis är en insektsart som beskrevs av Remes-lenicov 1970. Paraceresa pallidinervis ingår i släktet Paraceresa och familjen hornstritar. Inga underarter finns listade i Catalogue of Life.